# World Party

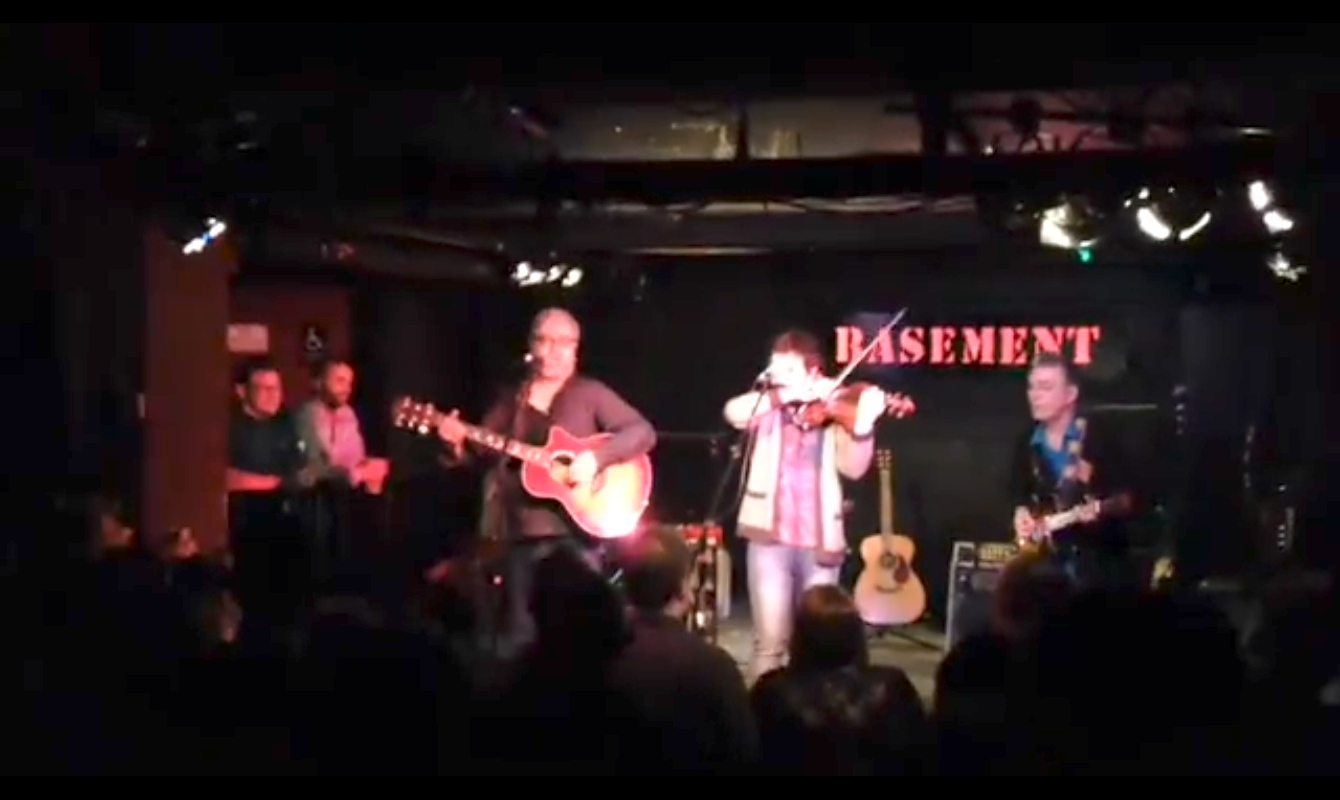
Band World Party (2015)

World Party ist die Rockband des walisischen Sängers und Multiinstrumentalisten Karl Wallinger, der das Projekt dominierte und mit ständig wechselnden Besetzungen arbeitete. Den größten Erfolg brachte das Album Bang!, das 1993 bis auf Platz 2 der britischen Charts stieg.

## Bandgeschichte
1985 gründete Karl Wallinger die Band. Das erste Album Private Revolution erschien 1986 unter Mitwirkung wechselnder Musiker und erreichte, genau wie die Singleauskopplung Ship of Fools, mittlere Chartpositionen in Großbritannien und den USA. Ein Jahr später hatte sich die erste feste Besetzung der Gruppe gefunden. Dazu gehörten Jeff Trott (Gitarre) und Guy Chambers (Percussion). Der zweite Longplayer Goodbye Jumbo stieg 1990 in die britische und die amerikanische Albumhitparade, die dazugehörigen Singles Message in the Box, Way Down Now und Thank You World platzierten sich 1990 bzw. 1991 in den UK-Charts.
Für das dritte Album Bang! suchte sich Wallinger neue Musiker. Dave Catlin-Birch (Gitarre) und Chris Sharrock (Schlagzeug) komplettierten nun World Party. Die neue Bandkonstellation schaffte den Sprung in die britischen Top 10, wo das Album im Mai 1993 auf Platz 2 stand, und in die deutschen Charts, wo es Platz 69 erreichte. Auch die Singles Is It Like Today, Give It All Away und All I Gave positionierten sich im selben Jahr in den UK-Charts, Is It Like Today außerdem in der deutschen Hitparade.
Egyptology war der Name des 1997er Albums, das hauptsächlich im Vereinigten Königreich erfolgreich war. Die Auskopplung Beautiful Dream konnte sich in den britischen Top 40 platzieren, She’s the One wurde hingegen erst in der Version von Robbie Williams ein Hit. Mit dem 2000er Album Dumbing Up gelang nochmals der Einstieg in die UK-Charts, die ausgekoppelte Single Here Comes the Future ist der bislang letzte Single-Hit von World Party. Dieser Erfolg blieb dem Longplayer Best in Show 2007 verwehrt. Karl Wallinger starb im März 2024.

## Diskografie

### Alben
- 1986: Private Revolution (Chrysalis)
- 1990: Goodbye Jumbo (Chrysalis)
- 1993: Bang! (Chrysalis)
- 1993: History of the World (Chrysalis)
- 1993: Thank You World [KTS] (Bootleg, Live) (KTS)
- 1997: Egyptology (Enclave Records)
- 1997: A Brief History of the World Party (Ensign Records, Enclave Records)
- 2000: Dumbing Up (Papillon Records)
- 2007: Best in Show (Seaview Records Ltd.)
- 2012: Arkeology (Seaview Records Ltd.)

### Singles
- 1986: Private Revolution
- 1987: Ship of Fools
- 1987: All Come True
- 1990: Way Down Now
- 1990: Message in the Box
- 1990: Is It Too Late?
- 1991: Thank You World
- 1993: Is It Like Today
- 1993: Give It All Away
- 1993: All I Gave
- 1997: Beautiful Dream
- 1997: Vanity Fair
- 2000: Here Comes the Future, Pt. 1
- 2000: Here Comes the Future, Pt. 2
- 2006: What Does It Mean Now?
- 2006: Best Place I’ve Ever Been